# Герб Полярного
Герб города Полярный Мурманской области Российской Федерации.
Герб утверждён Решением № 50 Совета депутатов муниципального образования город Полярный 26 сентября 2001 года.
Герб внесён в Государственный геральдический регистр Российской Федерации под регистрационным номером 890.

## Описание и обоснование символики
Официальное описание (блазон) гласит:
В волнисто скошенном серебряной нитью червленом и лазоревом щите вверху слева — золотой колокол в левую перевязь, внизу справа, обращенный золотой корабль с серебряными парусами и вымпелами
Центральной фигурой герба является золотой корабль, символизирующий Краснознамённую Кольскую флотилию, соединения и части которой, внёсшие большой вклад в победу над фашистской Германией, имеют славные боевые традиции. В мирное время флотилия успешно осваивает корабли новых поколений, во время длительных плаваний безупречно выполняет задания Родины в различных районах Мирового океана. Новые поколения полярнинцев с честью продолжают летопись города, вступающего во второе столетие.
Изображение корабля у всех народов приморских стран означает благополучное достижение цели: корабль под парусами символизирует готовность встретить всякого рода неожиданности, встать на защиту национальных интересов страны, и скорого обретения желаемого.
Колокол символизирует храм Николая Мирликийского — святого покровителя моряков, колокольный звон которого возвестил 23 июня 1899 года об открытии на Кольском заливе города и порта Александровска — (ныне город Полярный), названного в честь императора Александра III.
Серебряная нить символизирует географическое расположение города Полярного на Кольском заливе.
Лазурь означает, что город Полярный — это город-порт: вся деятельность его жителей связана с морем. Лазурь в геральдике — символ честности, верности, безупречности.
Красный цвет в геральдике символизирует мужество, смелость, любовь, великодушие.
Золото — это знак земного и небесного величия. Означает христианские добродетели: веру, справедливость, милосердие и смирение, и мирские качества: могущество, знатность, постоянство, богатство.
Серебро означает чистоту, надежду, правдивость, благородство.

## История
7 июня 1899 года император Николай II издал Указ об образовании нового города и порта на Мурмане — Александровска и утвердил Правила управления города. Этим же Указом был переименован Кольский уезд Архангельской губернии в Александровский. В 1925 году город был преобразован в село (с 1931 года — Полярное). В 1939 году статус города возвращен. Все это время населенный пункт продолжал быть районным центром.
В марте 1990 года решением XII сессии горсовета народных депутатов ХХ созыва по проекту Игоря Дмитриевича Рожкова был утвержден герб города Полярный. В решении сессии горсовета Полярного об утверждении герба было записано: 
Герб города имеет форму щита. Щит разделен на четыре части «розой ветров», за которой находится Земной шар. В левой верхней части щита на белом фоне год образования города; в правой верхней части на темно-синем фоне — северное сияние; в левой нижней части на темно-синем фоне изображена поморская ладья; в правой нижней части на зеленом фоне изображение Военно-морского флага, подводной лодки и надводного корабля. Роза ветров, Земной шар, поморская ладья — символизируют богатое историческое прошлое города, говорят о том, что из Екатерининской гавани в начале XX века уходили в плавание знаменитые полярные экспедиции: Э. Толля, В. Русанова, Г. Брусилова и других мореплавателей.
Северное сияние напоминает о том, что город расположен на Крайнем Севере, за Полярным кругом. Военно-морской флаг, подводная лодка и надводный корабль — символы мощного Краснознаменного Северного флота, говорят о том, что г. Полярный — колыбель Северного флота, овеян боевой славой и внес огромный вклад в победу над фашистской Германией в годы Великой Отечественной войны и является надежной защитой северных рубежей нашей страны. Темно-синий и белый цвета — символы Полярной ночи и Полярного дня. Зеленый цвет — океанские просторы, цвет морской волны

Утвержденный герб 1990 года не соответствовал правилам земельной геральдики.

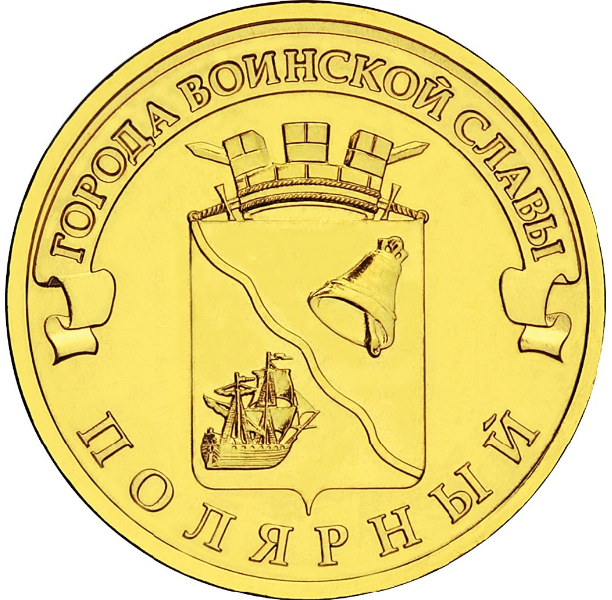
Герб Полярного на монете номиналом 10 рублей, из серии «Города воинской славы»

В ходе подготовки к празднованию 100-летия со дня основания Полярного в  администрацию города обратилась инициативная группа, возглавляемая действительным членом Всероссийского геральдического общества, представителем Северного флота в постоянной геральдической группе ВМФ России Ю. В. Рубцовым. Группа предложила объявить конкурс по разработке нового герба города и через некоторое время  представила более двадцати проектов герба, которые были вынесены на обсуждение жителей. По итогам конкурса победил совместный проект автора первого герба Полярного Рожкова Игоря Дмитриевича и североморского художника Петра Ивановича Абарина.
Новый вариант герба был утвержден главой Администрации города Полярного 8 октября 1996 года (Постановление № 752). Герб представлял собой щит французской формы, пересеченный волнообразной серебряной перевязью, скошенной справа. В верхней части на червленом (красном) поле золотой колокол. В нижнем лазоревом (голубом) поле военный фрегат, идущий под Андреевским флагом. Щит увенчан серебряной башенной короной с тремя зубцами. За щитом — два накрест положенных золотых якоря, перевитых Александровской (красной) лентой с надписью внизу золотом «Полярный».
В 2001 году Союз геральдистов России произвел геральдическую доработку герба и его описания, после чего герб Полярного был утвержден решением Совета депутатов муниципального образования город Полярный (№ 50) от 26 сентября 2001 года и внесен в Государственный геральдический регистр под № 890.
Авторская группа:
идея герба: Игорь Рожков (Полярный). Петр Абарин (Североморск);
геральдическая доработка: Константин Мочёнов (Химки);
обоснование символики: Галина Туник (Москва);
компьютерный дизайн: Сергей Исаев (Москва).
Предположительно город Александровск имел старый герб, когда входил в состав Архангельской губернии. Об этом записано в приложении к книге П. П. Винклера «Гербы городов, губерний, областей и посадов Российской Империи, внесенные в полное собрание законов с 1649 по 1900 год», но до настоящего времени описание и рисунок этого герба пока не встречались в геральдической литературе.
5 мая 2008 Указом Президента Российской Федерации Полярному присвоено почётное звание Российской Федерации «Город воинской славы». Герб Полярного, выполненный из бронзы,  размещён на стеле «Город воинской славы», которую открыли 18 октября 2010 года.
2 июля 2012 года Банком России была выпущена памятная монета номиналом 10 рублей, из серии «Города воинской славы», на реверсе которой изображён герб Полярного.